# Ruby Lin
Ruby Lin (chin. trad. 林心如, pinyin Lín Xīnrú; ur. 27 stycznia 1976 w Tajpej) – tajwańska aktorka i piosenkarka. Powszechnie jest znana, jako Ruby Lin.

## Filmografia

### Seriale telewizyjne
| Rok  | Tytuł                            | Rola                 | Uwagi  |
| ---- | -------------------------------- | -------------------- | ------ |
| 2016 | Magical Space-time               | Xie Jia Xin          | serial |
| 2016 | Singing All Along                | Empress Yin Lihua    | serial |
| 2014 | The Way We Were                  | Tang Jia-Ni          | serial |
| 2014 | Young Sherlock                   | Wu Zetian            | serial |
| 2014 | Monopoly Exposure                | Bang Dan             | serial |
| 2013 | The Patriot Yue Fei              | Li Xiao’e            | serial |
| 2013 | Flowers and Mists                | Xue Hua              | serial |
| 2012 | Drama Go Go Go                   | Wang Mingming        | serial |
| 2012 | Ma Zu                            | Guanyin              | serial |
| 2011 | New Princess Pearl               | Xia Ziwei            | serial |
| 2011 | The Glamorous Imperial Concubine | Ma Fuya, Mei Fei     | serial |
| 2010 | Schemes of a Beauty              | Empress Dou          | serial |
| 2010 | Three Kingdoms                   | Sun ShangXiang       | serial |
| 2009 | Love in Sun Moon Lake            | An An                | serial |
| 2009 | The Legend and the Hero 2        | Da Ji                | serial |
| 2008 | Su Dongpo                        | Wang Fu              | serial |
| 2007 | Ancestral Temple                 | Zheng Xiuyun         | serial |
| 2006 | Da Li Princess                   | Duan Aiyue           | serial |
| 2006 | Star Boulevard                   | Mi Lu                | serial |
| 2006 | Sound of Colors                  | Fu Jingjing          | serial |
| 2006 | Paris Sonata                     | Yu Manzhi            | serial |
| 2005 | Magic Touch of Fate              | Lin Xiaomei          |        |
| 2004 | Amor de Tarapaca                 | Li Yiqiao            | serial |
| 2003 | Flying Daggers                   | Xue Caiyue           | serial |
| 2003 | Boy and Girl                     | Su La                | serial |
| 2003 | Half Life Fate                   | Gu Man Zhen          | serial |
| 2002 | Only-You                         | Si Jiayi             | serial |
| 2002 | Taiji Prodigy                    | Bing Xin             |        |
| 2002 | The New Adventures of CLH        | Sikong Xing’er       | serial |
| 2002 | Wulung Prince                    | Wang Wengxu          |        |
| 2001 | Romance in the Rain              | Lu Ruping            | serial |
| 2001 | Duke of Mount Deer 2000          | Księżniczka Jianning | serial |
| 2000 | The Legend of Master Soh         | Hong Qilian          | serial |
| 1999 | Princess Pearl II                | Xia Ziwei            | serial |
| 1999 | Food Glorious Food               | San San              | serial |
| 1998 | Magic Chef                       | Hong Niang           | serial |
| 1997 | Princess Pearl                   | Xia Ziwei            | serial |
| 1997 | Last Tango in Shanghai           | Yi Fenglu            | serial |

### Filmy
| Rok  | Tytuł                                          | Rola            | Uwagi                         |
| ---- | ---------------------------------------------- | --------------- | ----------------------------- |
| 2016 | Phantom of the Theatre (Mo Gong Mei Ying)      | Meng Sifan      |                               |
|      | The Precipice Game (Mo Lun)                    | Liu Chenchen    |                               |
| 2015 | The Wonderful Wedding (Da Xi Lin Men)          | Li Shu Fen      |                               |
| 2014 | The House That Never Dies (Chao Nei 81 Hao)    | Xu Ru Qing      |                               |
| 2013 | My Lucky Star (Fei Chang Xing Yun)             | Lucy            |                               |
|      | The Haunted House (Lou)                        | Xia Li Dong     |                               |
| 2012 | Blood Stained Shoes (Xiu Hua Xie )             | Su Er           |                               |
| 2011 | Fallen City (Qing Cheng)                       | XiaoXiong       |                               |
| 2010 | You Deserve To Be Single (Huogaini Danshen )   | Fei’er          |                               |
|      | Driverless (Wu Ren Jia Shi)                    | Wang Dan        |                               |
| 2009 | Sophie’s revenge (Feichang Wanmei)             | Lucy            |                               |
| 2008 | Evening Rose (Ye Mei Gui)                      | Xia Meigui      | Digital Film                  |
| 2005 | Kill Two Birds with One Stone (Yi Dan Er Niao) | Zhang Xinxin    |                               |
|      | Dragon Blade (Long Dao Qi Yuan)                | Ba Liba         | Dubbing                       |
| 2004 | Love Trilogy (Wo Ai Tian Shang Ren Jian)       | Lui Hai         | także jako 30 Fenzhonglianyao |
|      | Life Express (Sheng Si Su Di)                  | Sun Xinxin      |                               |
| 2002 | Never Been To Me (Shuang Mian Qing Re)         | Xiao Jing       |                               |
| 2001 | Comic King (Man Hua Feng Yun)                  | Chu Qi          |                               |
|      | Dragon’s Love (Long Er)                        | Long Er         |                               |
| 2000 | China Strike Force (Lei Ting Zhan Jing )       | Ruby            |                               |
|      | Winner Takes All (Da Ying Jia)                 | Wen Jing        |                               |
| 1999 | The Mirror (1999 film) (Mo Jing)               | Judy            |                               |
|      | Bad Girl Trilogy                               | Yi Ge Ming Xing |                               |
|      | My Wishes (Xin Yuan)                           | Mao Mei         |                               |
|      | A Matter of Time (Xin Du Guo Chou Cheng)       | Mei Jiahui      |                               |
| 1995 | School Days (Xiao Yuan Gan Si Dui)             | Księżniczka     | Debiut filmowy                |

## Dyskografia

### Albumy
| Numer albumu | Tytuł albumu                                                 | Informacje o albumie                                                                              |
| ------------ | ------------------------------------------------------------ | ------------------------------------------------------------------------------------------------- |
| 1            | Hearing 心跳 (Xin Tiao)                                      | - Wydany: 1 października 1999 - Język: mandaryński, katoński - Wytwórnia: Mei Ah Ltd - singel     |
| 2            | Face 2 Face 雙面林心如 (Shuang Mian Lin Xin Ru)              | - Wydany: marzec 2001 - Język: mandaryński - Wytwórnia: BMG Ltd (Hongkong)                        |
| 3            | Para Para 趴啦趴啦 (Pa La Pa La)                             | - Wydany: 16 marca 2001 - Język: mandaryński, katoński - Wytwórnia: BMG Ltd (Hongkong) - 2 edycja |
| 4            | Eighteen Springs New + Best 半生缘新歌+精选 (Ban Sheng Yuan) | - Wydany: 1 kwietnia 2004 - Język: mandaryński - Wytwórnia: BMG Ltd (Hongkong) - TV               |
| 5            | possession 拥有林心如 (Yong You Lin Xin Ru)                  | - Wydany: 14 października 2004 - Język: mandaryński - Wytwórnia: BMG Ltd (Hongkong)               |
| 6            | New Rubyology 新如主義 (Xin Ru Zhu Yi)                       | - Wydany: 29 Listopad 2008 - Język: mandaryński - Wytwórnia: Fei Le Music Ltd (Chiny)             |

### Ścieżki dźwiękowe
- 1999: Princess Returning Pearl Original Soundtrack (还珠格格音乐全记录)
- 2004: Amor De Tarapaca Original Soundtrack (紫藤戀電視劇原)